# August Wenzinger
August Wenzinger né le 14 novembre 1905 à Bâle mort le 25 décembre 1996 à Metzerlen-Mariastein, Suisse est un violoncelliste et gambiste suisse.

## Carrière
Après des études classiques de philologie, de philosophie et de musicologie à l'Université de Bâle, il fait des études musicales entre 1925 et 1929 au conservatoire de Bâle et à la Musikhochschule de Cologne. Il travaille à Berlin avec Emanuel Feuermann puis devient en 1929 premier violoncelliste de l'orchestre municipal de Brême. En 1934 il enseigne à la Schola Cantorum de Bâle où il anime un quatuor de violes de gambe. En 1936 il est violoncelle solo de l'Allgemeine Musikgesellschaft (Bâle) puis donne des conférences et des concerts aux États-Unis en 1953-54. Entre 1954 et 1958 il dirige la Cappella Coloniensis à la radio de Cologne. Il dirige ensuite l'orchestre de chambre de Hambourg. Il a rédigé une méthode pour la viole de gambe.

## Discographie
À la fin juin, début juillet 1967, il enregistre la Passion selon Brockes (de) de Georg Friedrich Haendel pour la collection Archiv Produktion (Deutsche Grammophon) à l'église Sankt Emmeram de Ratisbonne (d'après S. Siegert).
Maria Stader, Edda Moser (sopranos), Rosemarie Sommer, Paul Esswood (alto), Ernst Haefliger, Jerry J. Jennings (ténor), Theo Adam, Jackob Stämpfli (basse) - Regensburger Domchor, Schola Cantorum Basilienis (Archiv Produktion  463 644-2) (OCLC 1071601771)

## Source
- Alain Pâris Dictionnaire des interprètes Bouquins/Laffont 1990 p.883
- Stefan Siegert, Archiv Produktion